# Linum nutans
Linum nutans är en linväxtart som beskrevs av Carl Maximowicz. Linum nutans ingår i släktet linsläktet, och familjen linväxter. Inga underarter finns listade i Catalogue of Life.